# Елсворт (Минесота)
Елсворт (енгл. Ellsworth) град је у америчкој савезној држави Минесота.

## Демографија
По попису из 2010. године број становника је 463, што је 77 (-14,3%) становника мање него 2000. године.
| Група             | 2000.       | 2010.       |
| Белци             | 534 (98,9%) | 442 (95,5%) |
| Афроамериканци    | 1 (0,2%)    | 2 (0,4%)    |
| Азијати           | 0 (0,0%)    | 0 (0,0%)    |
| Хиспаноамериканци | 0 (0,0%)    | 14 (3,0%)   |
| Укупно            | 540         | 463         |